# 31918 Onkargujral
31918 Onkargujral è un asteroide della fascia principale. Scoperto nel 2000, presenta un'orbita caratterizzata da un semiasse maggiore pari a 2,4383189 au e da un'eccentricità di 0,1169333, inclinata di 2,83580° rispetto all'eclittica.
L'asteroide è dedicato allo studente indiano Onkar Singh Gujral.